# 小千谷市立片貝小学校
小千谷市立片貝小学校（おぢやしりつ かたかいしょうがっこう）は新潟県小千谷市片貝町にある公立小学校。略称は片小（かたしょう）。

## 沿革
1874年（明治7年）に私塾耕読堂を前身として創立。長岡市立越路西小学校や小千谷市立和泉小学校は片貝小学校の分校から発展していった。

## 児童会
校門脇に立つ2本のもみの木から「もみの木児童会」と呼ばれる。

## 校歌
- 校歌 - 作詞：相馬御風 作曲：中山晋平
- 『健児の歌』 - 作詞：相馬御風 作曲：中山晋平
- 児童会の歌『ともだちなんさ』 - 作詞：阿部知子 作曲：徳永雅史